# École nationale supérieure des arts appliqués et des métiers d’art
Die École nationale supérieure des arts appliqués et des métiers d’art ist eine öffentliche Einrichtung für künstlerische und technische Ausbildung im 15. Arrondissement von Paris, Rue Olivier-de-Serres (manchmal auch „Olivier-de-Serres-Schule“ genannt).
Die ENSAAMA ist heute eine öffentliche Schule mit 710 Schülern in postgradualer Ausbildung mit unterschiedlichem Berufscharakter.

## Bekannte Absolventen
- Elisabeth Calmes (* 1947), luxemburgische Malerin
- Michel Gondry (* 1963), französischer Film-, Werbespot- und Musikvideo-Regisseur sowie Drehbuchautor
- Antanas Gudaitis (1904–1989), litauischer Maler, Bühnenbildner, Grafiker und Professor an der Kunstakademie Vilnius
- Alexis Loret (* 1975), französischer Schauspieler
- Noé Duchaufour-Lawrance (* 1974), französischer Innenarchitekt und Designer
- Yannis Moralis (1916–2009), bedeutender griechischer Maler
- Serge Mouille (1922–1988), französischer Kunstschmied und Designer
- Éric Ruf (* 1969), französischer Schauspieler, Bühnenbildner, Theater- und Opernregisseur